# A középkori egységes Itália uralkodóinak listája
A Frank Birodalom felbomlása után az Itáliai Királyság 888-tól önálló ország lett I. Ottó német-római császárig. Uralkodói az Itália királya címet viselték.
| Dinasztia                                                                 | Uralkodó                   | Uralkodott                                  | Megjegyzés                 |
| ------------------------------------------------------------------------- | -------------------------- | ------------------------------------------- | -------------------------- |
| Unruochingok                                                              | I. Berengár (* 845)        | kir.: 888, †924. április 7.                 | 915-től császár.           |
| Guideschiek                                                               | Vid (* 855)                | kir.: 889, †894. december 12.               | 891-től császár.           |
| Guideschiek                                                               | Lambert (* 875)            | kir.: 891, †898. október 15.                | 892-től császár.           |
| Karolingok                                                                | Arnulf (* 850)             | kir.: 894, †899. december 8.                | 896-tól császár.           |
| Bosonidák                                                                 | III. Vak Lajos (* 881/882) | kir.: 901, tf.: 905, †928. június 28.       | 901-től császár.           |
| Welfek                                                                    | Rudolf (* 888)             | kir.: 922, lm.: 926, †937. július 11.       |                            |
| Bosonidák                                                                 | Hugó (* 882)               | kir.: 926, †948. április 10.                |                            |
| Bosonidák                                                                 | II. Lothár (* 926/928)     | kir.: 931, egyedur.: 948 †950. november 22. |                            |
| Anscaridák                                                                | II. Berengár (* 913)       | kir.: 950, tf.: 951, †966. július 6.        | 951-től I. Ottó alkirálya. |
| Anscaridák                                                                | Adalbert (* 931/932)       | kir.: 950, †971. április 30.                | Apja mellett társuralkodó. |
| Szászok                                                                   | Ottó (* 912. november 23.) | kir.: 951–962, †973. május 7.               |                            |
| I. Ottó 962-es császárrá koronázásakor megszüntette az önálló királyságot |                            |                                             |                            |